# Mệnh lệnh thủ tiêu! Kế hoạch "Chiếc hộp Trung Hoa"
Mệnh lệnh thủ tiêu! Kế hoạch "Chiếc hộp Trung Hoa" (tiếng Nga: Приказано уничтожить ! Операция: «Китайская шкатулка») dựa trên những hồ sơ tuyệt mật của tình báo Liên Xô. Đó là những sự kiện xảy ra trong năm 1944 - Thế chiến II sắp kết thúc - các nhóm mật vụ Đức Quốc xã được lệnh ám sát Stalin, hòng đổi chiều cán cân lực lượng và gây rối loạn ở Mặt trận phía Đông.

## Diễn viên
- Константин Лавроненко — Pyotr Gavrin
- Михаил Ефремов — Babushkin
- Рената Литвинова — Шарлотта
- Андрей Смоляков — оберштурмбанфюрер Хайнц Грейфе
- Сергей Баталов — полковник Кретов
- Тарас Бибич — Неверов-Ремезов
- Иван Стебунов — лейтенант Леонид Костромец
- Кирилл Плетнёв — Садков
- Нина Лощинина-Филимошкина
- Фёдор Добронравов — Густав Моль
- Александр Тютин — tướng Vadis
- Анна Уколова — Дарья Мироновна
- Валерий Золотухин — Adolf Hitler
- Геннадий Хазанов — Iosif Stalin
- Степан Старчиков — Абакумов, Виктор Семёнович
- Vladimir Sherbakov — Beria